# Grijalva (España)
Grijalva (llamada oficialmente San Xiao de Grixalba) es una parroquia española del municipio de Sobrado, en la provincia de La Coruña, Galicia.

## Entidades de población
Entidades de población que forman parte de la parroquia (entre paréntesis el nombre oficial y en gallego si difiere del español):
- Adamonte (Adamonde)
- Amenedo (O Amenedo)
- Barrio
- Brijaría (A Brixaría)
- Casal de Abajo (O Casal de Abaixo)
- Casal de Arriba (O Casal de Arriba)
- Castro (O Castro)
- Codesoso do Monte
- Costoya (Costoia)
- Coto (O Coto)
- Dombrete
- Fariá
- Guiximil
- Lagoa (A Lagoa)
- Laje (A Laxe)
- Las Cruces (As Cruces)
- Orjás (Orxás)
- Paraños
- Penagrande (A Pena Grande)
- Porto de Abajo (O Porto de Abaixo)
- Rañón
- Sabugueira (A Sabugueira)
- Sante
- Santó
- Suavila
- Vilarchá
- Vilariño
- Vilasuso

## Despoblados
- Lousado
- Uceira (A Uceira)

## Demografía
| Gráfica de evolución demográfica de Grijalva entre 2000 y 2019 |
|                                                                |
| Datos según el nomenclátor publicado por el INE.               |